# Río Bobos (vattendrag i Guatemala)
Río Bobos är ett vattendrag i Guatemala.   Det ligger i departementet Departamento de Izabal, i den östra delen av landet, 200 km öster om huvudstaden Guatemala City.